# Atractus duidensis
Atractus duidensis — вид змій родини полозових (Colubridae). Ендемік Венесуели.

## Поширення і екологія
Atractus duidensis є ендеміками тепуя Серро-Дуїда на півдні Венесуели. Вони живуть на вершині гори, у вологих гірських тропічних лісах, на високогірнихї луках і в гірських чагарникових заростях. Зустрічаються на висоті від 2050 до 2150 м над рівнем моря.